# Хорватське переплетення

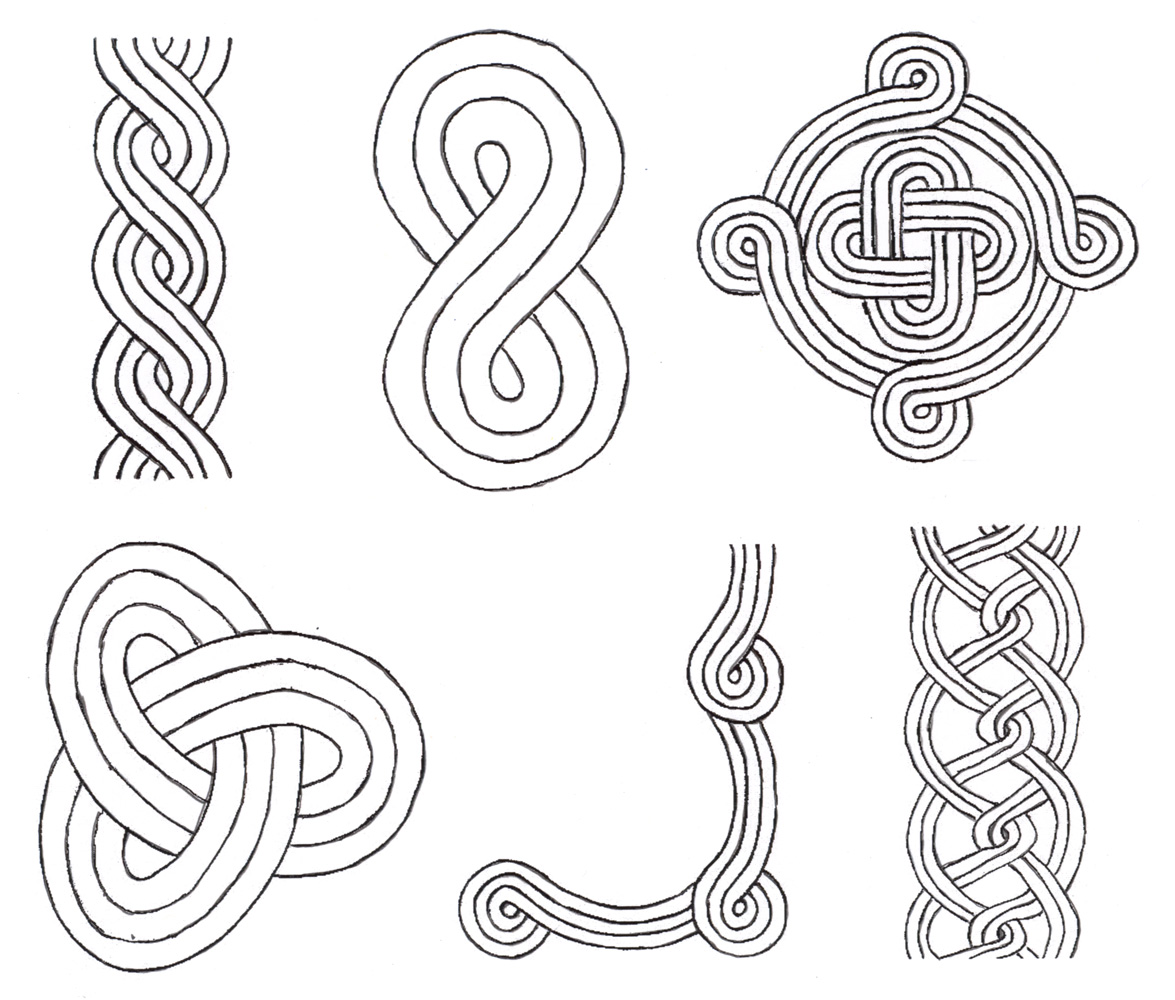

Хорватське переплетення або хорватський плетений орнамент (хорв. hrvatski pleter) — геометричний орнамент, характерний для Хорватії, приклад дороманського стилю в хорватському мистецтві. Найчастіше є переплетенням трьох ліній, іноді комбінується з рослинними і зооморфними (рідше антропоморфними) мотивами. Використовувався в архітектурі і декоративно-прикладному мистецтві, перш за все в оформленні хорватських церков і монастирів IX—XII століть.

## Приклади
Найбільш відомі приклади використання хорватського плетеного орнаменту:
- Купіль князя Вишеслава (VIII століття) — один з перших пам'ятників християнського мистецтва Хорватії. Плетеним орнаментом на купелі заповнене зображення хреста[1].
- Напис князя Бранимира (IX століття) — пам'ятний напис на латинській мові, що прикрашала тябло церкви, побудованої князем Бранимиром; прикрашена орнаментом по верхньому краю.
- Напис князя Мунціміра (IX століття) — пам'ятний напис латинською мовою, що прикрашала тимпан церкви святого Луки в Уздолье. Плетений орнамент скомбінований з зооморфним (зображеннями птахів).
- Напис князя Степана Држіслава (X століття) — пам'ятний напис латинською мовою, прикрашена орнаментом по нижньому краю.
- Сплітська купіль (XI століття) — прикрашена орнаментом по верхньому краю і зображенням людини (імовірно короля Дмітара Звонимира).
- Башчанська плита (рубіж XI і XII століть) — кам'яна плита з вибитим на ній глаголичним текстом, прикрашена орнаментом по верхньому краю.

## Сучасне використання
Стилізований хорватський плетений орнамент розташовувався у верхньому лівому куті прапора Незалежної держави Хорватія. Також він обрамляє герб Збройних сил Хорватії, а також заснований в 1995 році Орден хорватського плетіння (хорв. Red hrvatskog pletera) і Орден хорватського хреста (хорв. Red hrvatskog križa).

## Галерея

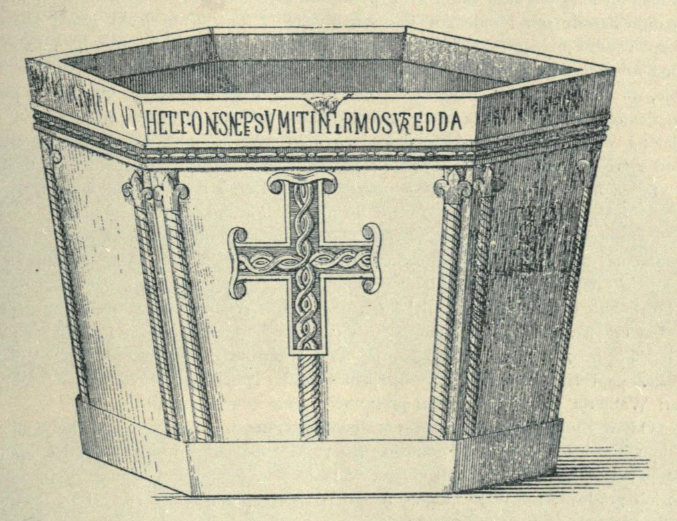
Купель князя Вишеслава
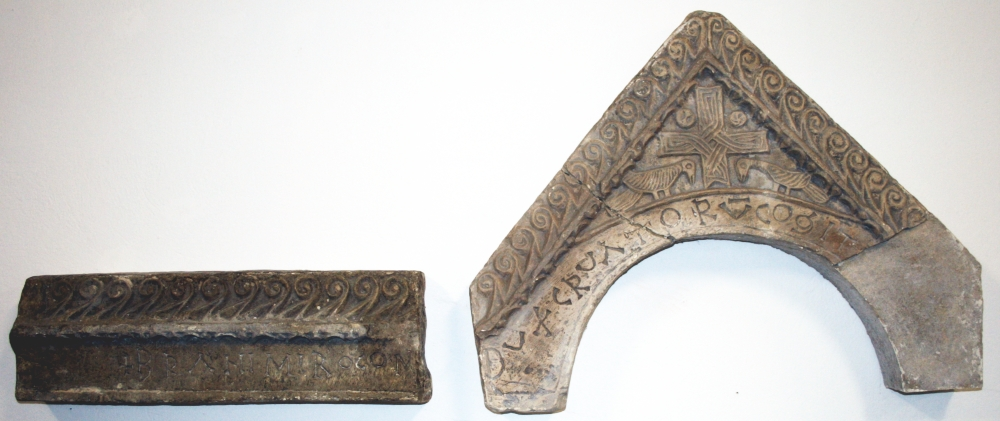
Напис князя Бранимира
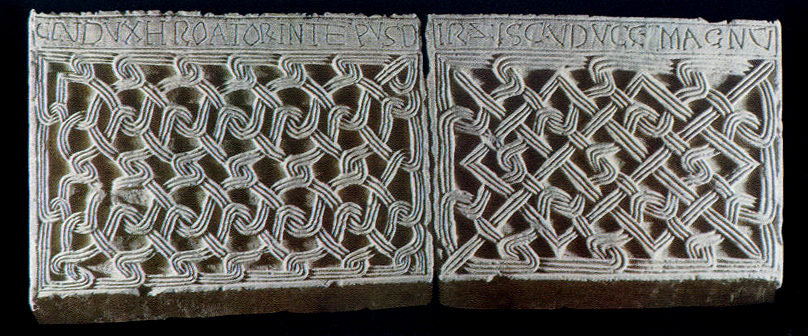
Напис князя Степана Држислава
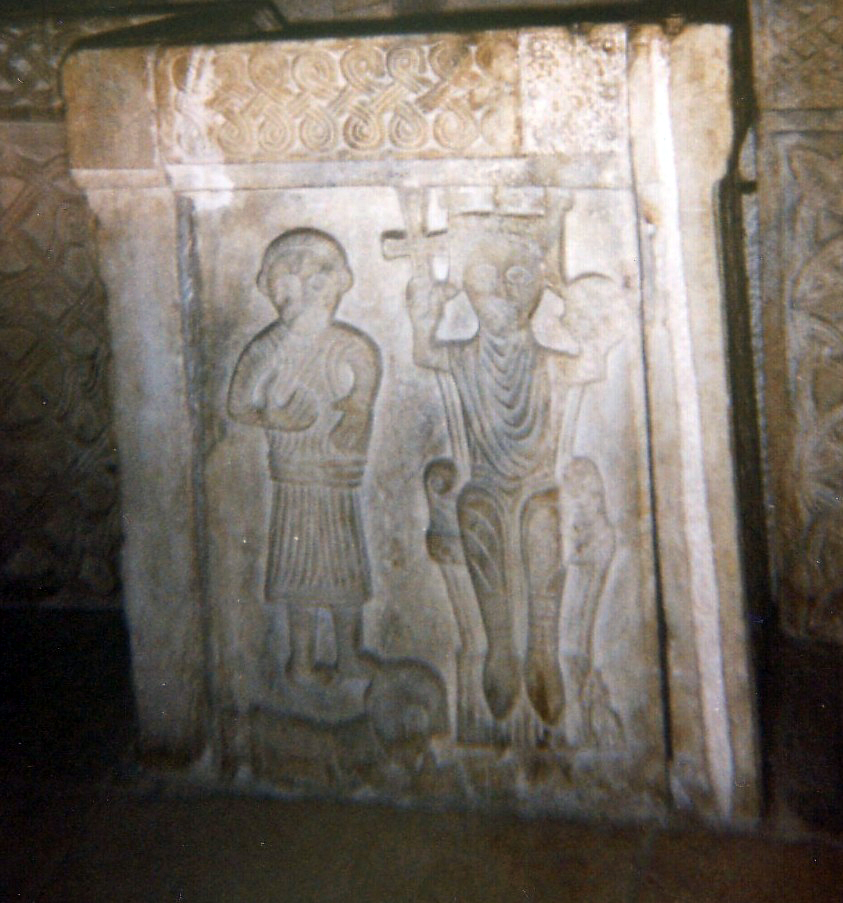
Сплітська купель
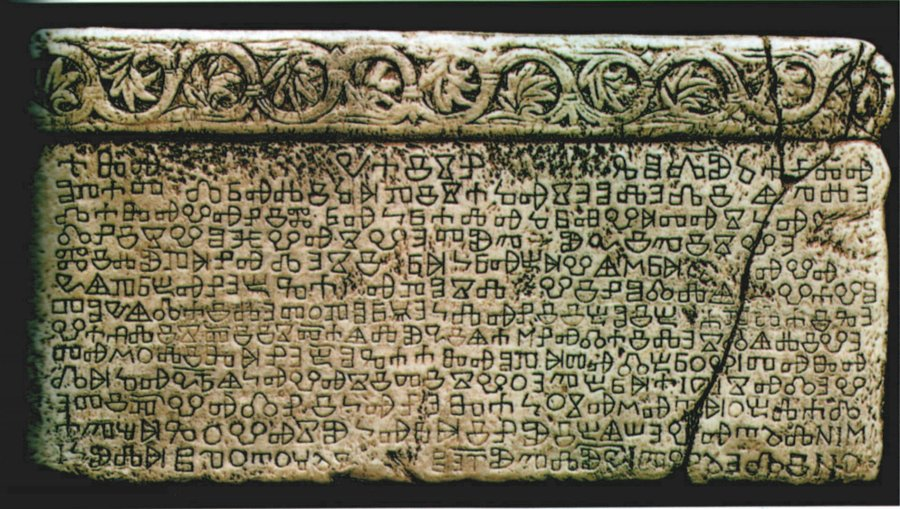
Башчанська плита
Прапор Незалежної держави Хорватія
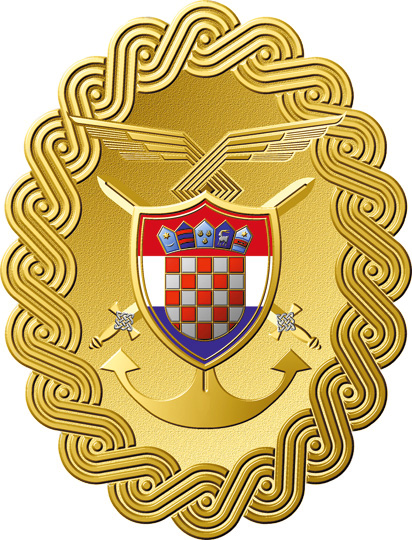
Герб Збройних сид Хорватії
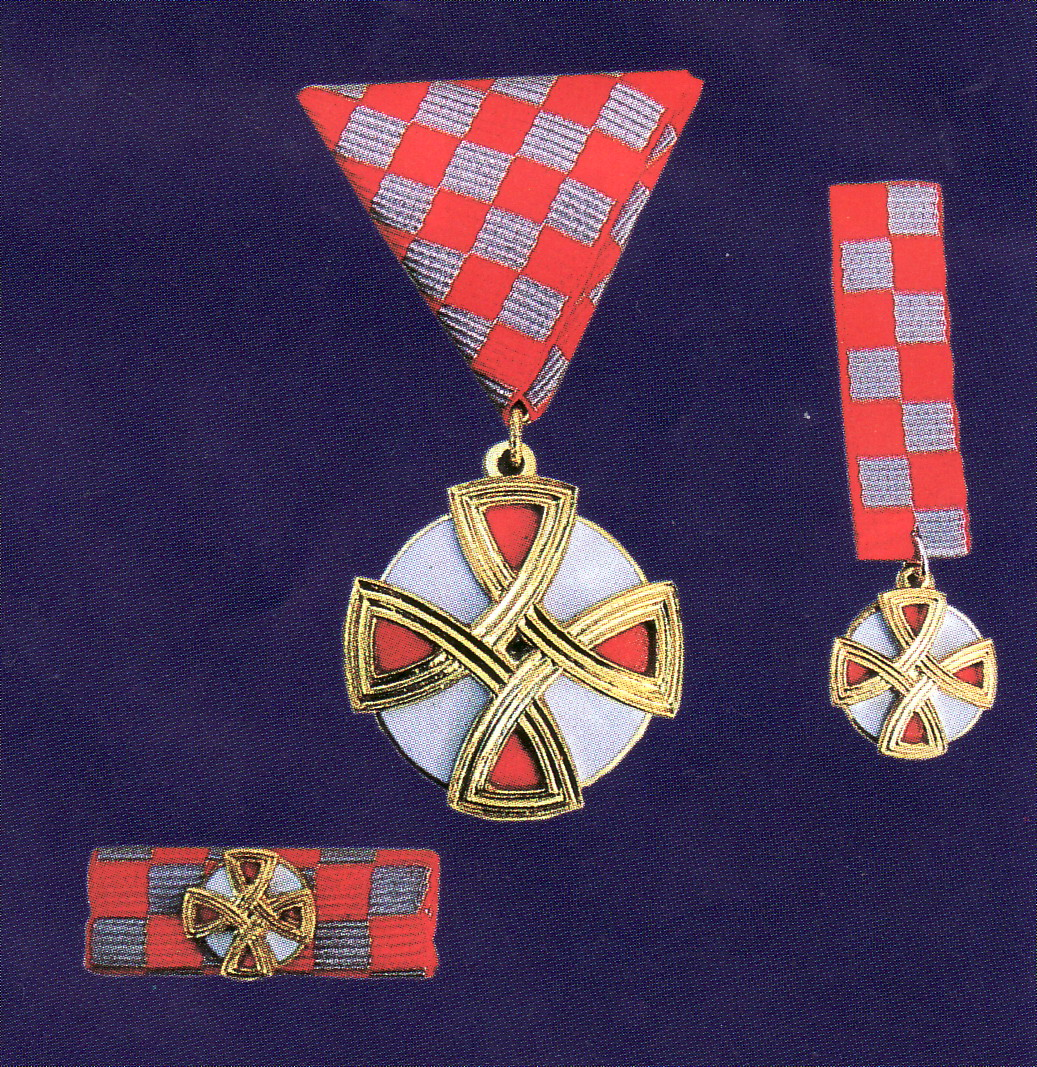
Орден хорватського плетіння
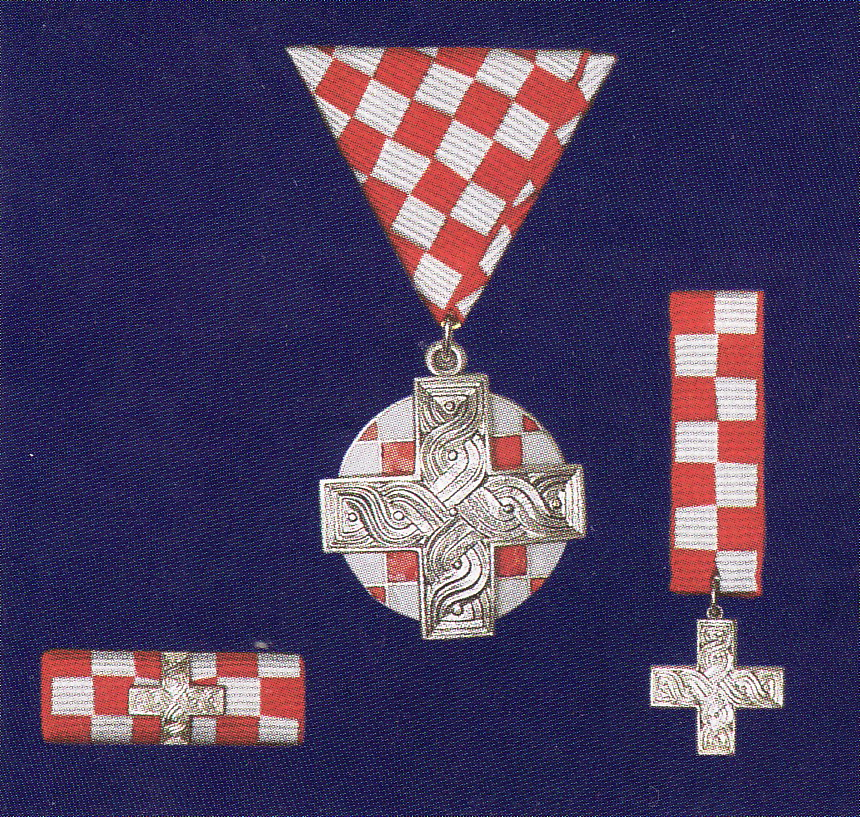
Орден хорватського хреста